# Långnäs, Piteå kommun
Långnäs (umesamiska: Guhkkiesnjuönies) är en by i Piteå kommun 11 km nordväst om Piteå i Norrbotten.
Invid Långnäs ligger Kyrkbyn, återstoden av det ursprungliga Piteå dit de första kolonisterna anlände från Mälardalen, frestade av generösa förmåner från adelsmannen Nils Åbjörnsson Sparre på 1300-talet. Rester av husgrunderna är fortfarande synliga i naturen invid Klockån, som är ett biflöde till Pite älv.
Strax intill Långnäs ligger även flygfältet som används mycket sparsamt för flygtrafik men desto mer för olika motortävlingar, där Midnight Sun Internationals är den mest kända. Tävlingen tilldrar sig varje år i juli månad och lockar de främsta namnen inom dragracing.